# Zhang Jun
Zhang Jun, född 26 november 1977, är en kinesisk idrottare som tog två guld i badminton vid olympiska sommarspelen 2000 och 2004.